# Natri perhenat
Natri perhenat (còn được gọi là natri rhenat(VII)) là một hợp chất vô cơ với công thức hóa học NaReO4. Nó là một chất rắn màu trắng có thể hòa tan trong nước. Nó là tiền chất phổ biến của các hợp chất rheni khác. Cấu trúc của nó tương tự như cấu trúc của natri perchlorat và natri pemanganat.

## Điều chế
Nó có thể được điều chế bằng cách xử lý rheni(VII) oxit với base hoặc quá trình trao đổi ion từ muối kali.
Natri perhenat có thể được điều chế từ kim loại rheni với hydro peroxide khi có base.
{\displaystyle {\ce {2Re + 7H2O2 + 2NaOH -> 2NaReO4 + 8H2O}}}

## Phản ứng
Nó phản ứng với natri trong etanol để tạo ra nonahydridorhenat(VII).
Natri perhenat được sử dụng như một tiền chất của các rheni nitride (chẳng hạn như Re3N, Re2N, Re3N2, ReN2, ReN3, ReN4), có thể được sử dụng làm chất xúc tác để tổng hợp amonia và hydro-denitro hóa.
Nó có thể được sử dụng để điều chế Re2(CO)10.